# 金毅明
金毅明（1950年11月—），男，汉族，上海人，中华人民共和国政治人物，曾任西藏军区副司令员，西藏自治区政协副主席。